# Крнско језеро
Крнско језеро (Велико језеро или Језеро на Пољу) је највеће словеначко алпско језеро.

## Географске карактеристике
Језеро је дуго 390 м, широко 150 м, а дубоко 17,5 метара. Ниво воде варира око 2 метра, а највиши је почетком лета. Ледничког је порекла, а налази се у средини краса (крашка језера) под Крном (2.244 м) и Батогницом (2.164 м), на најужем делу је укљештено између Лемежа (2.042 м), и Малог Шмохора (1.939 м). 
Купање у језеру је забрањено у циљу очувања екосистема језера, који је угрожен, па је се језеро вештаки порибљава. 
У близини Крнског језера налази се Планинска кућа на Крнском језеру.
- Крнско језеро
- Крнско језеро
- Планинска кућа на Крнском језеру